# جنگل‌های مانگرو (حرا)
جنگل‌های مانگرو (حرا) کتابی از اردوان زرندیان با تصویرگری هادی انصاری است که در سال ۱۳۹۷ از سوی انتشارات فنی ایران منتشر و در سال ۲۰۱۹ در فهرست کلاغ سفید قرار گرفت.